# Особняк Брусницыных
Особня́к купцов Брусницыных — заброшенный дворец купцов братьев Брусницыных на Васильевском острове Санкт-Петербурга по адресу: Кожевенная линия, дом 27. Существующие фасады и интерьеры в духе эклектики появились в 1884 году, когда более раннее здание (известное с 1844 года) было перестроено архитектором А. И. Ковшаровым.

## История
В 1844 году дом приобрел крестьянин Николай Мокеевич Брусницын, приехавший из Тверской губернии. В 1847 году он создал кожевенную мастерскую, которая поначалу была небольшой (работало в ней всего 10 человек) и занималась дублением кожи. Вскоре у неграмотного, но предприимчивого крестьянина дела пошли на лад: он стал купцом, у него образовалась большая многодетная семья, а мастерская расширилась, превратившись в большую фабрику с 600 рабочими.
В 1857 году по проекту архитектора А. С. Андреева с западной стороны к зданию пристроили объём в три оси. В 1860-х годах им же были увеличены окна первого этажа и высота второго этажа, изменён лицевой фасад.

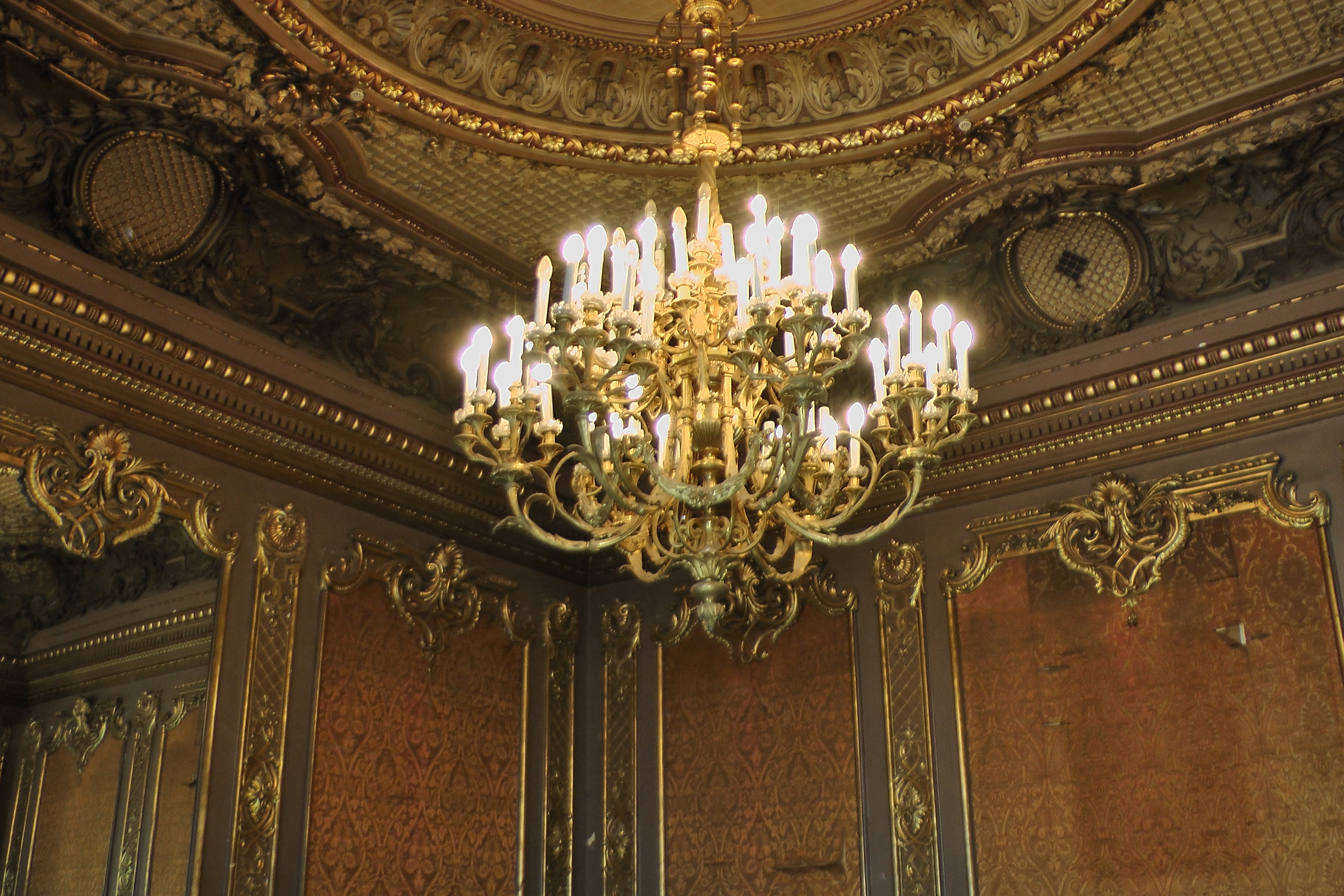
Интерьер особняка Брусницыных. Люстра в гостиной.

В 1882 году особняк перешел к сыновьям Николая Мокеевича Брусницына: Николаю, Александру и Георгию. Через два года трое братьев решили перестроить родительский дом. Перестройка была поручена архитектору Анатолию Ивановичу Ковшарову. Дом получил новую отделку интерьеров. Второй этаж вновь был повышен. С восточной стороны для парадной лестницы к зданию добавлена пристройка в одну ось. Со стороны двора был организован зимний сад. Лицевой фасад был надстроен под один карниз. Именно при этой перестройке здание получило существующий сейчас облик. Особняк приобрел форму буквы «Ш». В революцию братья Николай и Георгий эмигрировали, Александр остался в Петрограде и продолжил работать на заводе в должности главного инженера и председателя Коллегии заводоуправления. В ночь на 28 мая 1919 года, по ордеру ЧК Александр Брусницын был арестован в своей квартире при заводе, в доме 27 по Кожевенной линии и заключен в тюрьму. В июне 1920 года корпорацией рабочих и служащих кожевенного завода было передано заявление в ЧК с ходатайством об освобождении. Позднее по ходатайству юридического отдела Московского Политического Красного Креста Александр Николаевич Брусницын был освобожден.
После 1917 года особняк стал принадлежать кожевенному заводу имени А. Н. Радищева. Здесь разместилось заводоуправление. В 1925—1930-х годах на месте ворот были устроены вестибюль и проходная. В 1993 году реставрировали Белый зал и столовую.

## Интерьеры
Основные парадные помещения сосредоточены в восточной половине здания, здесь использована анфиладная планировка.
Большая часть исторических интерьеров утрачена. Среди сохранившихся:
Парадная столовая, оформленная в стиле позднего ренессанса.
Практически всё сохранившееся в помещении убранство — подлинное. Особенно впечатляет лепной кессонированный потолок, окрашенный под дерево и гармонирующий с деревянными настенными панелями и дверями.
Большая бронзовая люстра и бра на стенах тоже подлинные. Первоначально для освещения использовались свечи, впоследствии замененные электричеством.
Также в парадной столовой сохранился в первозданном виде прекрасный резной деревянный буфет.
Стены украшают деревянные дубовые резные панели ручной работы, очень ценные (среди этих панелей слева от буфета есть замаскированная потайная дверца, ведущая в бильярдную).
Деревянные двери украшены резными орнаментами и бараньими головами (баран является символом торговли). Стены раньше были затянуты тонкой светлой кожей.
Оконные и дверные проемы отделаны темным деревом. Окон, выходящих на улицу, в столовой нет. Гравированные стекла в окнах и дверях столовой обращены в зимний сад (оранжерею).
Когда-то в центре этого большого, но уютного обеденного зала стоял огромный овальный дубовый стол, вокруг которого располагались обитые кожей стулья на 60 человек. За столом собиралась и пировала купеческая семья, коллеги и друзья предпринимателей.

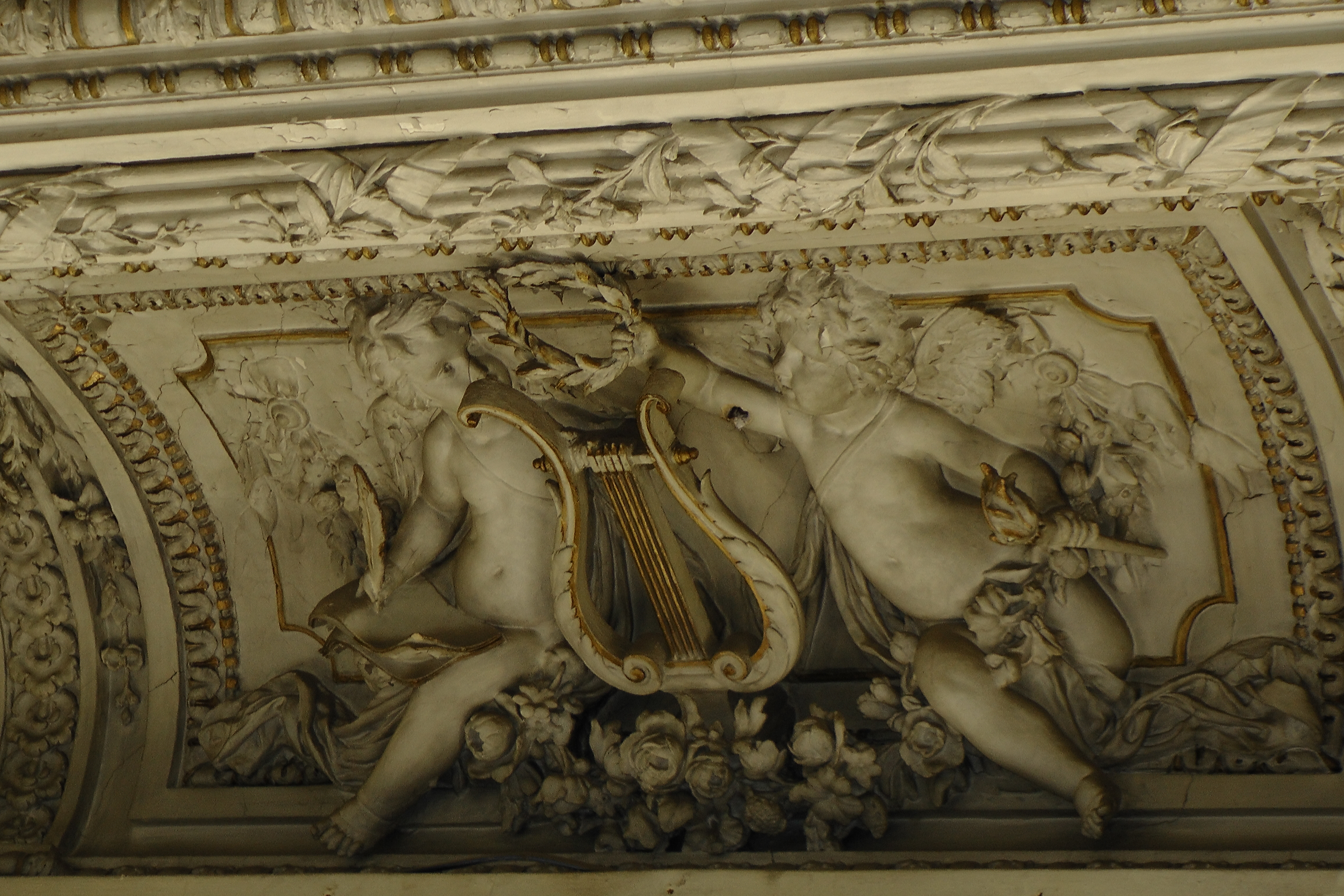
Лепной декор интерьера особняка Брусницыных. Белый зал.

Танцевальный зал, который иногда ещё называют Белым залом (в зал ведут двери, расположенные напротив дверей в зимний сад). Ослепительно нарядное помещение обильно украшено белой лепкой с золочением.
Белый зал оформлен в стиле Людовика XV. Плавный переход от вертикальной плоскости стен к горизонтальной плоскости плафона образует двухъярусная лепная падуга. Она скругляет углы и придает интерьеру особую пластичность и живописность.
Стены, двери и потолок Белого зала сплошь покрыты лепниной с растительными орнаментами, венками, музыкальными инструментами, амурами и женскими головками. Значительное пространство на стенах занимают лепные панно с изображением ваз, цветов и фигурок сатиров со свирелями и другими музыкальными инструментами. Лепные панно на стенах чередуются с парными каннелированными пилястрами, в капители которых вписаны лиры.
В помещении сохранились цельные, без переплетов оконные рамы с очень толстыми стеклами, а также мраморные подоконники. Кроме того, в зале привлекает внимание огромная люстра с хрустальными подвесками.
Прекрасно сохранился мраморный камин.
В центральной части камин украшают скульптуры целующихся путти, ещё два амурчика сидят по бокам, поддерживая свисающие мраморные гирлянды сложной работы.
Две тумбы по бокам камина, изначально предназначавшиеся для ваз с цветами.
Над фигурной полочкой камина помещается лепная рама в виде перевитого лентами венка. В раме сохранилось подлинное зеркало. Расположение зеркала, как и в других помещениях особняка, специально подобрано таким образом, чтобы посетители могли видеть в него отражение великолепной люстры и потолка.
К Белому залу примыкает небольшая курительная с прекрасно сохранившимся роскошным декором. Это одно из самых ценных помещений дома. По моде того времени кальянная комната оформлена в восточном мавританском стиле. Сохранился купол курительной комнаты, а также небольшой угловой эркер с изящными полуколонками. Стены и купол этой «мавританской шкатулки» украшены ярко раскрашенной гипсовой лепкой с позолотой.
Уникальная старинная люстра из стекла и латуни покрыта восточными рисунками и надписями.
Люстра отражается в зеркале, что зрительно увеличивает пространство комнаты. По стенам курительной мелкой вязью идет повторяющаяся надпись «слава Аллаху».

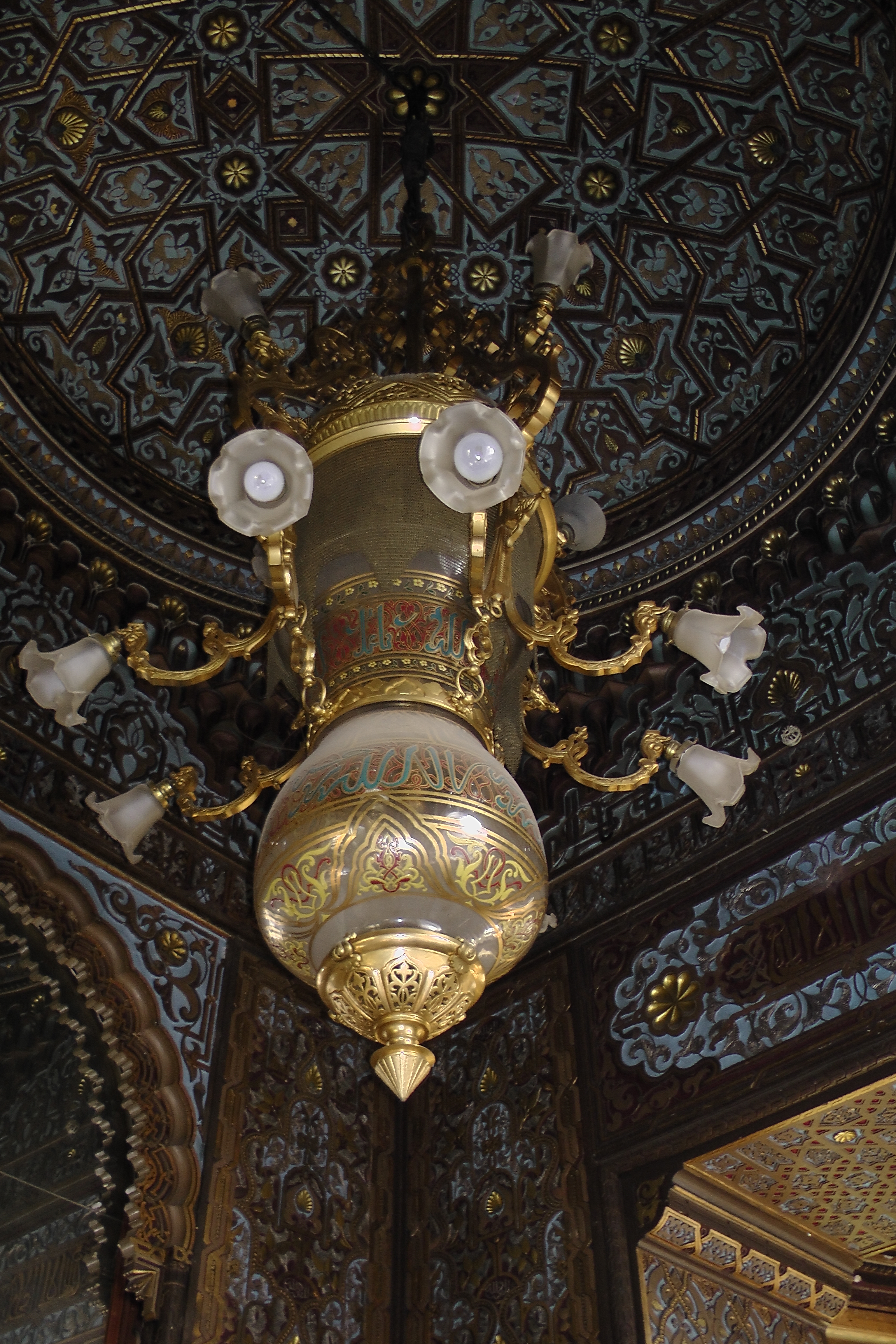
Интерьер особняка Брусницыных. Потолок в курительной комнате, выполненной в "мавританском" стиле.

Мраморная парадная лестница, идущая с первого этажа особняка, от ныне заколоченного парадного входа. Никаких светильников тут нет, но лестница хорошо освещена дневным светом. Сохранились очень ценные мраморные ступени и мраморные же резные перила ручной работы. Потолок и стены сплошь покрывает лепка с обильным растительным орнаментом, женскими головками и фигурами кариатид.
На верхней площадке лестницы, под окном можно увидеть мраморный камин в достаточно строгих формах. Расположенное над ним окно обращено в оранжерею (зимний сад), которая когда-то была наполнена зеленью, цветами и даже плодовыми деревьями. Полукруглый эркер смотрит в прилегающий к дому сад.
В эркере на площадке около камина когда-то стояло кресло, а ноги посетителей утопали в коврах.
Гостиная. Гостиная впечатляет нарядной отделкой в уютных, теплых коричневатых тонах. Когда-то подобных гостиных в особняке было несколько, они шли анфиладой вдоль главного фасада по Кожевенной линии.
В оформлении гостиной обнаруживается влияние стиля рококо. Стены разбиты на отдельные панно с золочеными лепными рамками изогнутых очертаний. Такой же золоченый лепной орнамент можно заметить на дверях и в обрамлении зеркал. В промежутках между панно помещены вертикальные вставки с лепным узором и ажурной сеткой.
Падуга комнаты украшена растительными орнаментами, раковинами и фигурками дракончиков.
Великолепный потолок гостиной также обильно украшен лепниной, в том числе узорами в виде сетки, которые перекликаются с золоченой сеточкой настенной лепнины и вентиляционных решеток в падуге потолка.
В помещении сохранилась подлинная люстра.
Особенно примечательно, что стены гостиной затянуты подлинным шелком (штофом) более чем столетней давности. Зеркала, поставленные друг напротив друга, создают иллюзию бесконечности перспективы.
Зеркала также имеются в эркере, расположенном в центре главного фасада здания.
Бильярдный зал (Красный кабинет), куда можно попасть из оранжереи или столовой (из столовой сюда ведет уже упоминавшаяся потайная дверца). В помещении уцелел лепной потолок под дерево, а также мощная бронзовая люстра со специальной ручкой, позволявшей опускать её над столом. Сам бильярдный стол утрачен, но остальное убранство комнаты сохранилось, в том числе встроенные угловые диванчики с подлинной обивкой, два шкафа для бильярдных принадлежностей, двери и резной камин. Низ стен облицован панелями, верхняя часть обтянута тканью.
Когда-то в бильярдной ещё был роскошный занавес, который благодаря особой плотности не пропускал ни единого лучика света из соседней оранжереи.

## Использование
В XXI веке помещения с уцелевшими интерьерами XIX века сдавались в аренду различным фирмам. Используются в основном для съёмок костюмных фильмов и телесериалов. В частности, здесь Рустам Хамдамов снимал свой фильм «Мешок без дна» (2017). В 2010 году группа Король и Шут в этом особняке сняла клип на песню «Фокусник» из альбома «Театр демона», там же была проведена специальная фотосессия к альбому.
По состоянию на август 2024 года - особняк сдан в аренду частному лицу. Частично восстанавливается. Проводятся регулярные экскурсии и съемки.